# Бяла Река (Великотирновська область)
Бя́ла Река́ (болг. Бяла река) — село у Великотирновській області Болгарії. Входить до складу общини Сухиндол.

## Населення
За даними перепису населення 2011 року у селі проживали 217 осіб.
Національний склад населення села:
| Національність   | Кількість осіб | Відсоток |
| ---------------- | -------------- | -------- |
| болгари          | 107            | 54,3%    |
| турки            | 89             | 45,2%    |
| Всього відповіли | 197            |          |

Розподіл населення за віком у 2011 році:
Динаміка населення: